# Технологический уклад
Технологи́ческий укла́д (синонимы: англ. waves of innovation, англ. techno-economic paradigm, нем. Techniksysteme) — совокупность сопряжённых производств, имеющих единый технический уровень и развивающихся синхронно. Смена доминирующих в экономике технологических укладов предопределяет неравномерный ход научно-технического прогресса. Ведущим исследователем данной темы является Карлота Перес.

## История термина
Часть исследователей длинных волн Кондратьева уделила немало внимания изучению инновационного процесса. Уже Йозеф Шумпетер заметил, что развитие инноваций является дискретным во времени. Отрезки времени, в которые происходит всплеск инноваций, Шумпетер назвал «кластерами» (пучками), однако больше закрепился термин «волны инноваций» (англ. waves of innovation). Дискретность научно-технических революций признавал также Саймон Кузнец (в рецензии 1940 года на книгу Шумпетера «Business Cycles»).
В 1975 году западногерманский учёный Герхард Менш ввёл термин «технический способ производства» (нем. Techniksysteme). Менш интерпретировал кондратьевский цикл как жизненный цикл технического способа производства, описываемый логистической кривой. В работе 1978 года идеи Менша повторил восточногерманский экономист Томас Кучинский. В 1970—1980 годах приверженец идеи о диффузии инноваций англичанин Кристофер Фримэн сформулировал понятие «технико-экономической парадигмы» (англ. techno-economic paradigm), которое впоследствии развила его ученица Карлота Перес.
В России понятие «технологический уклад» вошло в научный оборот в начале 1990-х. Этот термин придумали советские экономисты Д. С. Львов и С. Ю. Глазьев (Львов, Д. С. Теоретические и прикладные аспекты управления НТП / Д. С. Львов, С. Ю. Глазьев // Экономика и математические методы : журн. — М., 1986. — № 5. — С. 793—804.) Понятие технологического уклада включает в себя волну инноваций из работ Карлоты Перес.

## Определение
Согласно определению С. Ю. Глазьева, технологический уклад представляет собой целостное и устойчивое образование, в рамках которого осуществляется замкнутый цикл, начинающийся с добычи и получения первичных ресурсов и заканчивающийся выпуском набора конечных продуктов, соответствующих типу общественного потребления. Комплекс базисных совокупностей технологически сопряжённых производств образует ядро технологического уклада. Технологические нововведения, определяющие формирование ядра технологического уклада, называются ключевым фактором. Отрасли, интенсивно использующие ключевой фактор и играющие ведущую роль в распространении нового технологического уклада, являются несущими отраслями.
Более простое определение дал Ю. В. Яковец: технологический уклад — это несколько взаимосвязанных и последовательно сменяющих друг друга поколений техники, эволюционно реализующих общий технологический принцип.
К. Перес определяет технико-экономическую парадигму как сферу производства и экономических отношений со всеми присущими ей явлениями (распределением доходов, технологиями, организационными и управленческими методами), также, как Фримен и Соэте. При этом в отличие от них Перес ввела понятие ключевых факторов, уникальных для каждой технологической парадигмы.

## Структура технологического уклада
Ещё сам Н. Д. Кондратьев сформулировал мысль о том, что в течение примерно 20 лет до начала повышательной фазы длинной волны наблюдается оживление в области технических изобретений. Внедрение же изобретений происходит на дне волны, сопровождаясь реорганизацией производственных отношений. Однако проводившиеся в начале XXI века исследования годовой динамики выдаваемых патентов на 1 млн населения (А. В. Коротаев, Ю. В. Зинькина, Ю. В. Божевольнов) показали рост числа патентов на восходящей фазе кондратьевского цикла и падение их на нисходящей, что противоречило мысли Кондратьева.
Противоречие было разрешено на основе предложенного Г. Меншем разделения инноваций на базисные (соответствуют «подрывным инновациям» Клейтона Кристенсена), улучшающие и псевдоулучшающие. Его исследование, а также работа японца Масааки Хирооки (англ. Masaaki Hirooka) показали, что наибольшая активность базисных инноваций приходится на дно волны. К таким же выводам пришли советские экономисты С. М. Меньшиков и Л. А. Клименко, которые проанализировали статистику чистых капиталовложений США за 1899—1987 годы в разбивке на интенсивные и экстенсивные инвестиции. Согласно сегодняшним представлениям, рост числа патентов в восходящей фазе длинной волны происходит за счёт улучшающих (поддерживающих) инноваций и отражает не процесс создания новых прорывных технологий, а процесс их внедрения.
Схема Глазьева предусматривает, что эмбриональная фаза технологического уклада приходится на восходящую фазу волны Кондратьева. Приближение к пику длинной волны сопровождается накоплением большого объёма свободного капитала, который направляется не только на формирование спекулятивных пузырей, но и на рискованные венчурные инвестиции, способствующие развитию новых технологий. Повышение цен на сырьё и энергоносители определяет направление применения венчурного капитала: ресурсо- и энергосберегающие технологии. Обвал финансовых рынков в начале нисходящей фазы кондратьевской волны способствует перетоку капиталов в производство — инвесторы предпочитают более эффективные технологии, поэтому начинается рост нового технологического уклада. Рост проходит в два этапа, соответствующих двум ритмам Кузнеца. На первом этапе осуществляется медленная структурная перестройка экономики: новый уклад растёт за счёт ресурсов предшествующего технологического уклада, доминируют инвестиции в производство средств производства. На втором этапе сформировавшееся ядро нового уклада способно само предъявлять спрос на новые технологии: начинается повышательная фаза длинной волны, доминируют инвестиции в производство предметов потребления. Затем по мере насыщения спроса начинает действовать закон убывающей доходности, и эффективность нового техноуклада снижается. Свободные капиталы уходят на финансовый рынок, что приводит к росту цен и дальнейшему снижению эффективности производства. Начинается новый виток технического развития.

## Периодизация укладов
Считается, что в мире пройдены 5 технологических укладов, в настоящий момент наступает Шестой техноуклад. Российские исследователи В. Е. Лепский и И. А. Прохоров пытаются также спрогнозировать основные черты Седьмого технологического уклада.
| Номер уклада | Содержание                                                          | Начало       | Знаковое начальное событие                                                                                                 |
| ------------ | ------------------------------------------------------------------- | ------------ | --- |
| I            | Начало Первой промышленной революции                                | 1772 год     | Создание Ричардом Аркрайтом прядильной машины «Water frame» и строительство им текстильной фабрики в Кромфорде.            |
| II           | Эпоха угля и пара                                                   | 1825 год     | Паровоз Locomotion № 1, строительство железной дороги Стоктон — Дарлингтон.                                                |
| III          | Эпоха стали (Вторая промышленная революция)                         | 1875 год     | Изобретение бессемеровского процесса, создание на базе конвертера Бессемера завода Edgar Thomson Steel Works в Питтсбурге. |
| IV           | Эпоха нефти                                                         | 1908 год     | Внедрение на предприятиях Форда ленточного конвейера, начало выпуска автомобиля Ford Model T.                              |
| V            | Эпоха компьютеров и телекоммуникаций (Научно-техническая революция) | 1971 год     | Первое употребление названия «Кремниевая долина», появление первого микропроцессора Intel 4004.                            |
| VI           | Нанотехнологии                                                      | 2004 год     | Графен — монослой атомов углерода, полученный в октябре 2004 года в Манчестерском университете.                            |
| VII          | Эпоха когнитивных технологий (?)                                    | 2060 год (?) | ? |

### Первый технологический уклад
Хронология:
- структура уклада: 1770 год — начало развития технологии, с 1790 года — период широкого распространения, с 1830 года — конец фазы быстрого роста[22] (кризисы перепроизводства 1820—1840 годов: биржевая паника 1825 года[англ.], биржевая паника 1837 года);
- сопутствующий К-цикл: начало — 1780-е годы, пик — 1810—1817 годы, завершение — 1844—1851 годы[23];
- распределение крупнейших компаний США по дате возникновения: начало фазы роста — 1806 год, пик — 1813 год, дно — 1820 год[24].

Ключевой фактор I техноуклада — прядильные машины, ядро уклада — текстильная промышленность. В чём новизна данного технологического уклада: механизация труда, создание поточного производства. Страны-лидеры: Великобритания, Франция, Бельгия.

### Второй технологический уклад
Ключевой фактор II техноуклада — паровая машина, ядро уклада — паровое судоходство, угледобыча, железные дороги. Страны-лидеры: Великобритания, Франция, Бельгия, Германия, США.
Хронология:
- структура уклада: 1830 год — начало развития технологии, с 1847 года — период широкого распространения, с 1880 года — конец фазы быстрого роста[22] (Долгая депрессия 1873—1879 годов);
- сопутствующий К-цикл: начало — 1844—1851 годы, пик — 1870—1875 годы, завершение — 1890—1896 годы[23];
- распределение крупнейших компаний США по дате возникновения: начало фазы роста — 1827 год, пик № 1 — 1834 год, пик № 2 — 1848 год, дно — 1855 год[24].

### Третий технологический уклад
Ключевые факторы III техноуклада — неорганическая химия (конвертер, динамит). Ядро уклада — чёрная металлургия, железные дороги, кораблестроение, производство взрывчатых веществ. Страны-лидеры: Германия, США, Великобритания, Франция, Бельгия, Швейцария, Нидерланды.
Хронология:
- структура уклада: 1880 год — начало развития технологии, с 1897 года — период широкого распространения, с 1930 года — конец фазы быстрого роста[22] (Великая депрессия);
- сопутствующий К-цикл: начало — 1890—1896 годы, пик — 1914—1920 годы, завершение — 1939—1950 годы[23];
- распределение крупнейших компаний США по дате возникновения: начало фазы роста — 1862 год, пик — 1883 год, дно — 1890 год[24];
- динамика выдаваемых патентов: начало фазы роста — 1883 год[26], пик — 1931 год, дно — 1945 год[27].

### Четвёртый технологический уклад
Ключевые факторы IV техноуклада — двигатель внутреннего сгорания, реактивный и турбореактивный двигатели; ракеты; атомное топливо; компьютер; лазер; конвейерное производство, радиосвязь. 

Ядро уклада — автомобилестроение, самолётостроение, нефтехимия. Объединённые энергосистемы. Атомная энергетика. Электронная промышленность. Космические спутники. 

Страны-лидеры: США, Западная Европа, СССР.
Хронология:
- структура уклада: 1930 год — начало развития технологии, с 1943 года — период широкого распространения, с 1970 года — конец фазы быстрого роста[22] (Нефтяной кризис 1973 года, кризис Бреттон-Вудской валютной системы);
- сопутствующий К-цикл: начало — 1939—1950 годы, пик — 1968—1974 годы, завершение — 1984—1991 годы[23];
- распределение крупнейших компаний США по дате возникновения: начало фазы роста — 1897 год, пик — 1911 год, дно — 1953 год[24];
- динамика выдаваемых патентов: начало фазы роста — 1946 год, пик — 1968 год, дно — 1990 год[27].

### Пятый технологический уклад
Пятый уклад опирается на достижения в области микроэлектроники, информатики, биотехнологии, генной инженерии, новых видов энергии, материалов, освоения космического пространства, спутниковой связи и т. п. Происходит переход от разрозненных фирм к единой сети крупных и мелких компаний, соединённых электронной сетью на основе Интернета, осуществляющих тесное взаимодействие в области технологий, контроля качества продукции, планирования инноваций.
Ядро технологического уклада:
- электронная промышленность,
- вычислительная техника,
- оптико-волоконная техника,
- программное обеспечение,
- телекоммуникации,
- роботостроение,
- производство и переработка газа,
- информационные технологии.

Ключевой фактор — микроэлектронные компоненты.
Преимущество технологического уклада, по сравнению с предыдущим, заключалось в индивидуализации производства и потребления, в повышении гибкости производства.
Хронология:
- структура уклада: 1970 год — начало развития технологии, с 1983 года — период широкого распространения, с 2010 года — конец фазы быстрого роста[22] (Мировой финансово-экономический кризис);
- сопутствующий К-цикл: начало — 1984—1991 годы, пик — 2005—2008 годы[23];
- распределение крупнейших компаний США по дате возникновения: начало фазы роста — 1953 год, пик № 1 — 1960 год, пик № 2 — 1981 год, дно — 2002 год[24];
- динамика выдаваемых патентов: начало фазы роста — 1991 год[27], пик — 2010 год[26].

### Шестой технологический уклад
Ядро технологического уклада:
- информационные технологии,
- когнитивные науки,
- социогуманитарные технологии,
- наноэлектроника,
- нанохимия,
- молекулярная и нанофотоника,
- наноматериалы и наноструктурированные покрытия,
- наносистемная техника,
- аддитивные технологии[28]
- нанобиотехнологии,
- конвергенция нано-, био-, инфо- и когнитивных технологий (так называемая НБИКС-конвергенция, NBIC).

Ключевой фактор (прогноз Глазьева): нанотехнологии, клеточные технологии. Преимущество технологического уклада, по сравнению с предыдущим, по прогнозу будет состоять в резком снижении энергоёмкости и материалоёмкости производства, в конструировании материалов и организмов с заранее заданными свойствами.
Хронология:
- структура уклада: 2010 год — начало развития технологий; с 2018 года — период широкого распространения; с 2040 года — конец фазы быстрого роста[22].

## Критика теории
Российский экономист М. Л. Хазин критикует теорию циклов Кондратьева и соответственно технологических укладов с тех позиций, что считает экономический рост функцией от степени хозяйственного освоения доступных территориальных рынков (Хазин называет их технологическими зонами). По мнению экономиста, развитие рынка заключается в максимально возможном росте специализации. Как только максимально возможное значение достигнуто, дальнейший рост невозможен несмотря ни на какие технические новшества.